# Héctor Chumpitaz
Héctor Eduardo Chumpitaz Gonzáles (Cañete, 1943. április 12. –) válogatott perui labdarúgó, középhátvéd, edző.

## Pályafutása

### Klubcsapatban
1964–65-ben a Deportivo Municipal, 1966 és 1975 között az Universitario, 1975 és 1977 között a mexikói Atlas, 1977 és 1984 között a Sporting Cristal labdarúgója volt. Az Universitarióval öt, a Sportinggal három bajnok címet nyert. Tagja az Universitario 1972-es Copa Libertadores-döntős csapatának.

### A válogatottban
1965 és 1981 között 105 alkalommal szerepelt a perui válogatottban és három gólt szerzett. Részt vett az 1970-es mexikói és az 1978-as argentínai világbajnokságon. Tagja volt az 1975-ös Copa América-győztes csapatnak.

### Edzőként
1985-ben az Unión Huaral, 1985–86-ban a Sporting Cristal, 1991-ben az AELU, 2012-ben a Deportivo Municipal vezetőedzője volt.

## Sikerei, díjai
Peru
- Copa América
  - győztes: 1975
  - bronzérmes: 1979

 Universitario
- Perui bajnokság
  - bajnok (5): 1966, 1967, 1969, 1971, 1974
- Copa Libertadores
  - döntős: 1972

 Sporting Cristal
- Perui bajnokság
  - bajnok (3): 1979, 1980, 1983